# Азизов, Абакар Салавутдинович
Абакар Салавутдинович Азизов (20 декабря 2003) —  российский спортсмен, специализируется по ушу. Чемпион России. Кандидат в мастера спорта России.

## Спортивная карьера
Является воспитанником губденской школы ушу, занимается под руководством Магомед-Али Магомедова. 15 июня 2022 года ему было присвоено звание кандидат в мастера спорта. В марте 2023 года в Москве, победив в финале Сейфуллу Ходжаева из Дагестана, выиграл чемпионат России. В апреле 2024 года в Москве, победив в финале Руслана Григорянца из Дагестана, стал чемпионом России. В середине июня 2024 года в Казани принял участие на Играх БРИКС. В сентябре 2024 года в Китае в составе сборной России проводил учебно-тренировочный совместно с национальной командой Поднебесной. В ноябре 2024 года в составе сборной Дагестана выиграл Кубок России.

## Спортивные достижения
- Чемпионат России по ушу 2023 — ;
- Чемпионат России по ушу 2024 — ;
- Кубок России по ушу 2024 (команда) — ;